# 史洪謨
史洪謨（？—1661年），字經三，直隸廬州府六安州人，遼東都司廣寧中屯衛官籍，明末清初政治人物。

## 生平
史洪謨原籍遼東，考中天啓元年（1621年）順天鄉試舉人，崇祯四年（1631年）登辛未科進士，獲授宜陽縣知縣，任內修葺城墻，賊不敢犯。因忤逆宦官，罷官回鄉。崇禎八年（1635年），流寇入侵六安，知州剛好外出，人心惶惶。眾人以史洪謨世居邊陲，了解兵事，又曾在宜陽抵抗盜賊，故守備拜謁，請求助守。史洪謨於是慷慨登城作戰。流寇焚燬北門，幾乎攻陷城池，他連忙請來鄉人欒學博以強攻射擊，箭無虛發下擊退流寇。
其後，歷任鎮江府推官，陞浙江浙東副使，弘光時轉任江西饒南九江僉事，隨即降清。順治二年（1645年）擔任浙江按察使司副使，分巡寧紹台道。順治十八年（1661年）牵涉金坛通海案，被捕入狱，段冠、江潢、史洪谟及王明試不胜刑而自诬，后以谋反大逆被斩。此案知县任体坤依拟绞。共斩六十四人，家属男女没入，流徙大小老幼又共二百七十六人。

## 引用
1. 1 2  錢海岳《南明史·卷三十三·列傳第九》：（弘光）時江西司道：……史弘謨，字經三，六安人。崇禎四年進士。歷宜陽、六合知縣。力守全城。累遷鎮江推官、浙東副使、饒南九江僉事，降清。
2. ↑  民國《奉天通志》·卷一百五十五·選舉二：崇禎三年庚午科……史洪謨 廣寧中屯衛籍，辛未進士
3. ↑  《崇祯四年辛未科进士三代履历》：史洪謨，經三，诗五房，癸卯七月十一日生。广宁卫籍六安州人，辛酉八十五，会一百二名，三甲四十名。工部政，授宜阳知县。曾祖雄，贡士。祖載直。父学诗，训导。
4. ↑  《明史·卷258》：史洪謨作令宜陽，戰守素備，賊渡澠池，不敢薄城，及知六安，復有全城之績，而褫奪驟加，將來無肯任敢任之州縣矣。
5. ↑  同治《六安州志·卷二十六·人物志》：：史洪謨，字經三，原籍廣寧【衛】，舉人僑於六安，遂家焉。崇正辛未進士，授宜陽知縣，以忤權璫歸。崇正八年春，流寇數萬躪六安，會知州出，人心皇迫，婦女結環倚井以待；眾謂洪謨世近邊、習兵事，前在宜陽曾卻鉅賊，守備夙嫺相詣請。洪謨慷慨擐甲登陴，寇焚北門，幾不支，洪謨急偕其鄉人欒學博應徵奮勇而前，以強弓射賊，矢無虛發，賊遂遁，城賴以完。後陞浙中監司。
6. ↑  《清世祖章皇帝實錄·卷之二十二》：（順治二年十二月丁酉）……史洪謨為浙江按察使司副使分巡寧紹台道……
7. ↑  《金坛县志》